# Groupe basque au Sénat (Espagne)

Le groupe basque au Sénat (EAJ-PNV) (en espagnol : grupo parlamentario Vasco en el Senado (EAJ-PNV)) est un groupe parlementaire espagnol constitué au Sénat, chambre haute des Cortes Generales.

## Historique

### Constitution
Le groupe parlementaire basque (EAJ-PNV) est un groupe parlementaire présent depuis le retour de la démocratie en 1977. Il est créé pour la première fois le 20 juillet 1977 pour la législature constituante sous la dénomination de groupe parlementaire des sénateurs basques (en espagnol, grupo parlamentario de senadores vascos). Depuis alors, le groupe est constitué à chaque législature et change à deux reprises de dénomination. Le groupe a toujours été, depuis sa création, composé des seuls députés de l'EAJ-PNV sauf pour la IXe législature et la XVe législature où des sénateurs, respectivement de la CDC et du PSOE, s'y joignent pour toute la durée de la législature pour assurer le maintien du groupe.

### Effectifs
| Dénomination                    | Législature  | Années      | Représentation | Porte-parole                                  |
| ------------------------------- | ------------ | ----------- | -------------- | --------------------------------------------- |
| Sénateurs basques               | Constituante | 1977-1979   | 8 / 206        | Michel Unzueta Uzcanga                        |
| Sénateurs basques               | Ire          | 1979-1982   | 12 / 204       | Michel Unzueta Uzcanga                        |
| Sénateurs nationalistes basques | IIe          | 1982-1986   | 11 / 254       | Carmelo Enrique Renobales Vivanco             |
| Sénateurs nationalistes basques | IIIe         | 1986-1989   | 7 / 266        | Carmelo Enrique Renobales Vivanco             |
| Sénateurs nationalistes basques | IVe          | 1989-1993   | 6 / 277        | Carmelo Enrique Renobales Vivanco             |
| Sénateurs nationalistes basques | Ve           | 1993-1996   | 6 / 256        | Ricardo Sanz Cebrián                          |
| Sénateurs nationalistes basques | VIe          | 1996-2000   | 6 / 258        | Joseba Zubia Atxaerandio                      |
| Sénateurs nationalistes basques | VIIe         | 2000-2004   | 7 / 258        | Joseba Zubia Atxaerandio                      |
| Sénateurs nationalistes basques | VIIIe        | 2004-2008   | 8 / 259        | Joseba Zubia Atxaerandio                      |
| Sénateurs nationalistes basques | IXe          | 2008-2011   | 4 / 262        | Joseba Zubia Atxaerandio                      |
| Basque au Sénat (EAJ-PNV)       | Xe           | 2011-2015   | 5 / 265        | Joseba Zubia Atxaerandio Jokin Bildarratz     |
| Basque au Sénat (EAJ-PNV)       | XIe          | 2016        | 7 / 266        | Jokin Bildarratz                              |
| Basque au Sénat (EAJ-PNV)       | XIIe         | 2016-2019   | 6 / 266        | Jokin Bildarratz                              |
| Basque au Sénat (EAJ-PNV)       | XIIIe        | 2019        | 9 / 265        | Jokin Bildarratz                              |
| Basque au Sénat (EAJ-PNV)       | XIVe         | 2019-2023   | 10 / 265       | Jokin Bildarratz Estefanía Beltrán de Heredia |
| Basque au Sénat (EAJ-PNV)       | XVe          | depuis 2023 | 5 / 266        | Estefanía Beltrán de Heredia                  |

### Porte-parole
| Début      | Fin         | Porte-parole                 |
| ---------- | ----------- | ---------------------------- |
| 26/07/1977 | 31/08/1982  | Michel Unzueta Uzcanga       |
| 25/11/1982 | 13/04/1993  | Carmelo Renobales            |
| 06/07/1993 | 09/01/1996  | Ricardo Sanz Cebrián         |
| 09/04/1996 | 23/01/2013  | Joseba Zubia Atxaerandio     |
| 05/02/2013 | 09/09/2020  | Jokin Bildarratz             |
| 25/09/2020 | En fonction | Estefanía Beltrán de Heredia |